# Koper-65
Koper-65 of 65Cu is een stabiele isotoop van koper, een overgangsmetaal. Het is een van de twee stabiele isotopen van het element, naast koper-63. De abundantie op Aarde bedraagt 30,83%.
Koper-65 ontstaat onder meer bij het radioactief verval van nikkel-65 en zink-65.
52Cu · 53Cu · 54Cu · 55Cu · 56Cu · 57Cu · 58Cu · 59Cu · 60Cu · 61Cu · 62Cu · 63Cu · 64Cu · 65Cu · 66Cu · 67Cu · 68Cu · 68mCu · 69Cu · 69mCu · 70Cu · 70m1Cu · 70m2Cu · 71Cu · 71mCu · 72Cu · 72mCu · 73Cu · 74Cu · 75Cu · 76Cu · 76mCu · 77Cu · 78Cu · 79Cu · 80Cu · 81Cu · 82Cu